# 吳遠 (天順進士)
吳遠（1422年—？），字敬行，江西吉安府安福縣人，明朝政治人物。進士出身。

## 生平
江西鄉試第二十四名。天順元年（1457年）丁丑科會試第二百七十八名，殿試登進士第二甲第六十二名。

## 家族
曾祖吳玄初。祖父吳觀凱，贈祭酒。父亲吳節，曾任南京國子監祭酒。